# Júpiter (filme)
Júpiter  é um filme brasileiro de 2022, de gênero drama , escrito e dirigido por Marco Abujamra. O filme estreou em 21 de janeiro de 2022, na plataforma de streaming HBO Max.
Foi o primeiro filme nacional a ser disponibilizado exclusivamente pela HBO Max com selo Max Original e produção de Dona Rosa Filmes. O longa é estrelado por Rafael Vitti e Orã Figueiredo.

## Enredo
Júpiter é um jovem que passa por uma série de perdas e descobertas depois de ser deixado pela madrinha que o criou na casa do pai — que ele não sabia que existia. A convivência forçada entre os dois gera situações cômicas e desagradáveis.

## Elenco
- Rafael Vitti como Júpiter Santana
- Orã Figueiredo como Mário Santana
- Guta Stresser como Teresa
- Brenda Sabryna como Luana
- Mauricio Plancó como Vicente
- Marcelo Rodrigues Filho como Fagundes (Fagundinho)
- Bruce Gomlevsky como Fagundes